# Claudia Kim
Claudia Kim (* 25. ledna 1985 Jižní Korea), vlastním jménem Kim Su-hjon (korejsky 김수현, anglický přepis: Kim Soo-hyun), je jihokorejská herečka.
V dětství žila šest let v New Jersey. Poprvé se v televizi objevila roku 2006, od roku 2010 pravidelně hraje v jihokorejských televizních seriálech (např. Romensu tchaun nebo Bulein). V roce 2014 působila v americkém seriálu Marco Polo, o rok později se objevila ve filmech Avengers: Age of Ultron a Equals.